# Скарос, Зисис
Зисис Скарос (греч.  Ζήσης Σκάρος ; Каналиа Кардица (ном)  1917 — Афины 8 марта 1997) — греческий писатель, поэт и драматург XX века.
Член компартии Греции. Президент Союза греческих писателей (1977—1982).
Согласно профессору М. Г. Мераклису, Скарос был последним значительным и представительным греческим прозаиком социалистического реализма.

## Биография
Скарос родился в 1917 году в селе Каналиа нома Кардица провинции Фессалия .
Его настоящее имя Апо́столос Христу Зисис (Απόστολος Χρήστου Ζήσης).
Он был седьмым ребёнком в семье Христоса Зисиса и был усыновлён своим дядей, Василисом Зисисом.
Прожил в своём селе до 12 лет, где и окончил начальную школу.
Будучи гимназистом в городе Кардица, Скарос возглавил выступления гимназистов, в знак солидарности с выступлениями гимназистов города Кавала, в результате чего, в 1933 году, он был исключён из гимназии, с запретом на учёбу во всех школах Греции.
Через несколько месяцев после своего изгнания, Скарос стал членом Организации Коммунистической Молодёжи Греции (ΟΚΝΕ) и напечатал в афинском журнале «Новый ленинец» свой первый рассказ «Ветер смерти», в котором он осуждал химическую войну.
Усилиями своего приёмного отца, он смог закончить гимназию.
В период диктатуры генерала И. Метаксаса был гоним за свою подпольную политическую деятельность.
В 1938 году поступил на юридический факультет Афинского университета.
Принято считать, что в греческой литературе Скарос впервые появился в 1938 году, со своей новелой «Сильные».

## Сопротивление
С началом греко-итальянской войны (1940—1941) Скарос был мобилизован в армию, но в военных действиях не успел принять участия.
Следствием греческих побед над итальянцами стало вторжение немецких войск в Грецию, пришедших на помощь своим союзникам.
Рота студентов в городе Ламия, в которой проходил военную подготовку Скарос, была распущена.
С самого начала тройной, германо-итало-болгарской оккупации, Греции, инициативу по развёртыванию широкого движения Сопротивления взяла на себя Коммунистическая партия Греции. С этой целью, с привлечением других партий, в сентябре 1941 года был создан Национально-освободительный фронт Греции (ЭАМ), который затем приступил к созданию Народно-освободительной армии Греции (ЭЛАС).
Скарос, бывший уже в довоенные годы членом коммунистической молодёжи, стал членом компартии и ЭАМ.
В подполье он издал свой первый поэтический сборник «Арго».
Несколько позже он издал свой первый сборник рассказов «Натанаил Маркос».

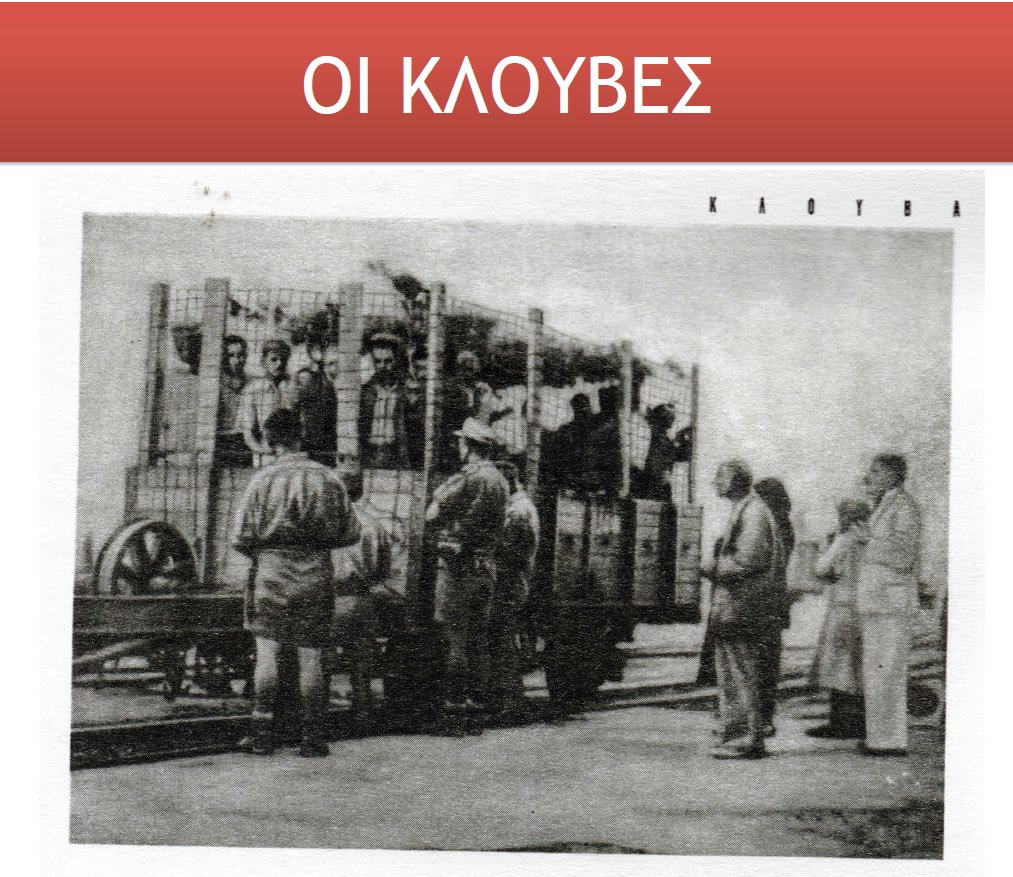
«Клетки»

В январе 1944 года он был арестован и отправлен в Концентрационный лагерь Хайдари.
В мае того же года, с группой заключённых лагеря, он был переведен в заложники железнодорожных «клеток», с помощью которых немцы пытались обезопасить свои железнодорожные составы от атак греческих партизан.
Впоследствии этот опыт стал основой его романа «Клетки» («Κλούβες», 1945).
В августе 1944 года он тяжело заболел и был переведен в лагерый госпиталь «Сотирия», откуда он вышел в день освобождения Афин городскими отрядами ЭЛАС — 12 октября 1944 года.
В период британской военной интервенции декабря 1944 года, Скарос был арестован англичанами и заключён в Гуди до подписания Варкизского соглашения.

## Послевоенные годы
В 1946 году Скарос получил назначение в министерство финансов.
В 1950 году он вновь издал свой сборник рассказов «Натанаил Маркос», под новым названием «Рассвет» и с гравюрами художницы Васо Катраки.
Он углубился в исследование истории крестьянского и рабочего движения Греции, для того чтобы написать своё самое значительное произведение, роман-трилогию «Корни реки» («Οι ρίζες του Ποταμού»).
В 1953 он переиздал свою книгу"Сильные", под новым названием «Соколы Пинда»
В следующем году он издал поэтическую композицию «Огненная гора» с гравюрами Тасоса.
В 1955 году, после своих поездок в центральную Европу, издал свою книгу «Путешествие дружбы».
В 1958 вышел в свет его роман «Открытые небеса», а в 1960 году первый том его трилогии «Корни реки», с подзаголовком «Райя и батраки».
В 1963 году был издан его сборник рассказов «Девочка и лютня», а 1966 году его пьеса «Включите свет» и второй том его трилогии с подзаголовком «Буржуа и рабочие».

## В период военной диктатуры
Чёрные полковники, пришедшие к власти в апреле 1967 года, включили все книги Скароса в свой «index» запрещённых книг.
Он был уволен со своей службы и уехал первоначально в Рим, а затем в Париж и Брюссель, где включился в антидиктаторскую деятельность греческих эмигрантов.
В 1969 году, на съезде в Хельсинки, он был избран председателем Центрального Совета (заграничных) греческих антидиктаторских комитетов.
В 1971 решением военной хунты он был лишён греческого гражданства.
В том же году, в Брюсселе, Скарос издал исторический очерк «Сто пятьдесят лет борьбы за Свободу и Демократию», который был переведен на английский.
В 1972 году, в Италии, был переведен и издан второй том его трилогии, а в Канаде были изданы его «Открытые небеса» под заголовком «Поворотный пункт».
Хунта пала в 1974 году. Однако Скарос оставался ещё некоторое время за границей, пока ему не было возвращено гражданство.

## Последние годы
В 1975 году Скарос повторно издал свои «Клетки» и опубликовал исторический очерк «Крик греческого народа».
В 1976 году греческое коммунистическое издательство «Современная эпоха» издало его роман «Мир надежд», который был издан в переводе в СССР в 1983 году.
В 1977 году Скарос был избран президентом Союза греческих писателей и оставался на этом посту до 1982 года.
В 1978 году издательство «Современная эпоха» издало два первых тома его трилогии «Корни реки», которую писатель посвятил шестидесятилетию компартии Греции.
Третий том вышел в следующем году, с подзаголовком «Сопротивление и Война».
В 1980 году трилогия Скароса получила Вторую государственную премию. В том же году была издана антология его рассказов под заголовком «Мозаика» и он был приглашён на 7-й съезд советских писателей в Москве.
В 1983 году был издан его роман «Сегодняшний мир» и очерк «Вопросы искусства».
В 1985 году он был награждён Верховным советом СССР медалью «За антифашистскую Победу».
Скарос продолжил свою литературную деятельность до самой своей смерти, и, невзирая на события в Восточной Европе, оставался верным коммунистическим идеалам своей молодости, являясь примером позиции борца в жизни и творчестве.
Умер в Афинах 8 марта 1997 года и был похоронен на Первом афинском кладбище.